# アンドレイ・カラシニコフ
アンドレイ・カラシニコフ（Andriy Kalashnikov、1964年11月20日 - ）は、ウクライナのレスリング選手。1996年アトランタオリンピックレスリンググレコローマンスタイル52kg級の銅メダリストである。
カラシニコフは、1996年アトランタオリンピックではグレコローマンスタイル52kg級に出場。しかし、初戦で、この大会金メダルを獲得したアルメニアのアルメン・ナザリャンに0-10の大差で敗北。しかし、敗者復活戦に回ってからは6連勝し、銅メダルを手にした。2000年シドニーオリンピックではグレコローマンスタイル54kg級に出場。予選リーグを突破し、準決勝に進出。しかし、キューバのラザーロ・リバスに敗れ3位決定戦に回ったが、北朝鮮のカン・ヨンギュンにも敗れ惜しくもメダルに手が届かなかった。

## 実績
- オリンピック
  - 1996年アトランタオリンピック 銅メダル
- 世界選手権
  - 3位 1994年
- ヨーロッパ選手権
  - 優勝 1987、1996年
  - 2位 1993年
  - 3位 1995年